# Saint-Méloir-des-Ondes
Saint-Méloir-des-Ondes is een gemeente in het Franse departement Ille-et-Vilaine (regio Bretagne). De plaats maakt deel uit van het arrondissement Saint-Malo. Saint-Méloir-des-Ondes telde op 1 januari 2022 4.666 inwoners.
Er ligt de spoorweghalte La Gouesnière - Cancale - Saint-Méloir-des-Ondes.

## Geografie
De oppervlakte van Saint-Méloir-des-Ondes bedroeg op 1 januari 2022 29,49 vierkante kilometer; de bevolkingsdichtheid was toen 158,2 inwoners per km².

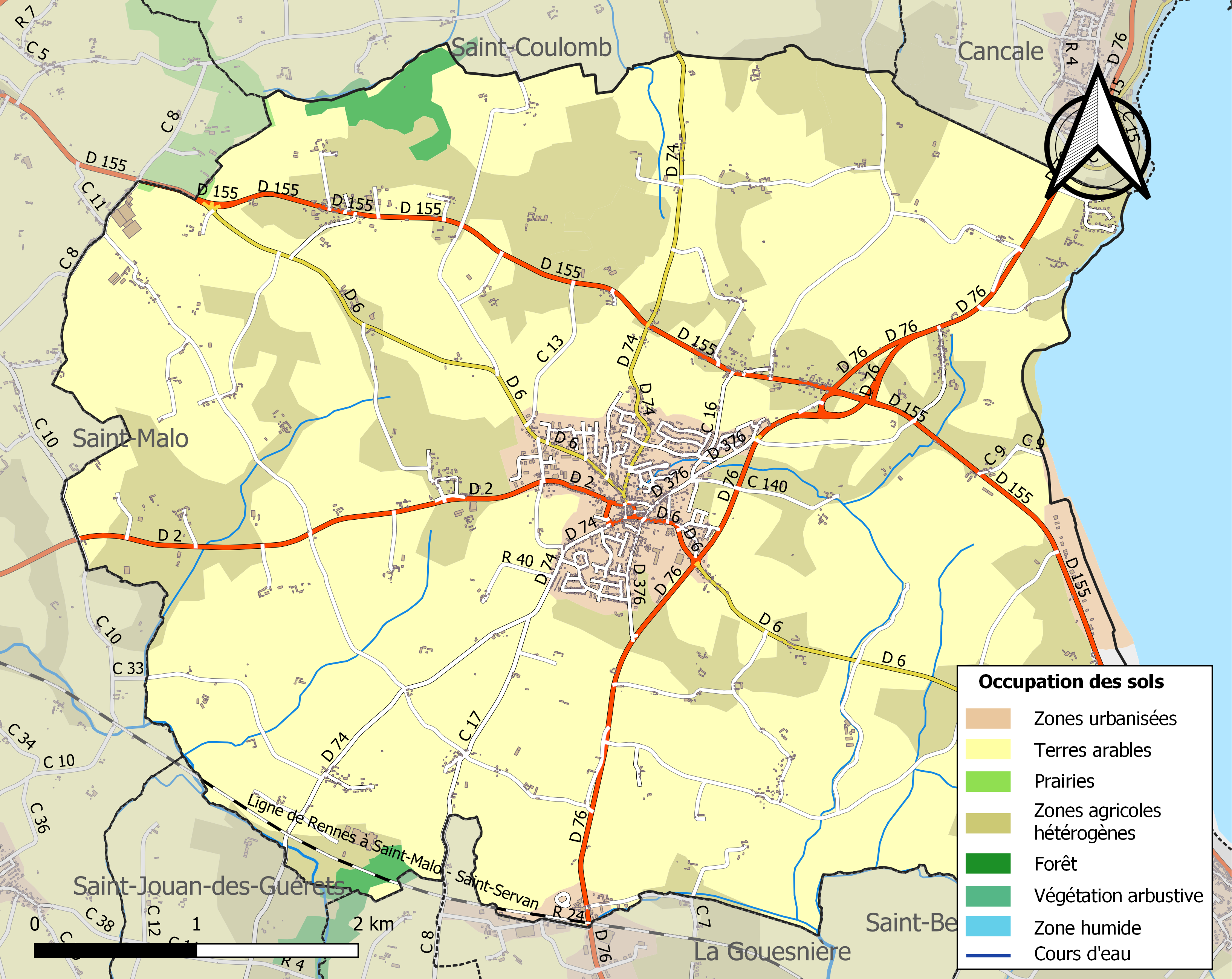
Kaart van de gemeente met belangrijkste infrastructuur, bodemgebruik en omliggende gemeenten

## Demografie
Onderstaande figuur toont het verloop van het inwonertal, bron: INSEE-tellingen. 